# Andrena minutula
Andrena minutula ist eine solitäre Biene aus der Gattung der Sandbienen (Andrena).

## Merkmale
Andrena minutula ist eine sehr kleine Sandbiene, die nur 5 bis 7 mm lang ist. Sie hat einen schwarzen Körper, der nur schütter, grau oder braun gefärbt ist. Die Beinbürste und die Fovea facialis sind weißlich.
Die Art kann nur von Spezialisten genau bestimmt werden.

## Ähnliche Arten
A. minutula gehört zur sogenannten „Minutula-Gruppe“ innerhalb der Untergattung Micrandrena. Sehr ähnlich ist insbesondere die auch sehr häufige und weit verbreitete Sandbiene Andrena minutuloides.
Weitere Arten der Minutula-Gruppe sind unter anderem: A. anthrisci, A. falsifica, A. niveata, A. pauxilla, A. pillichi, A. pusilla, A. rugulosa, A. saxonica, A. semilaevis, A. simontornyella, A. strohmella, A. subopaca.

## Verbreitung und Lebensraum
A. minutula ist in Mitteleuropa sehr weit verbreitet und eine der häufigsten Sandbienen. Die Art kommt praktisch in ganz Europa vor und darüber hinaus in Nordafrika und Asien (bis Japan).
A. minutula hat keine besonderen Lebensraumansprüche. Sie kommt in verschiedenen Biotopen vor, z. B. in Hecken, Streuobstwiesen, Magerrasen, Gärten, Parks, Waldrändern.

## Lebensweise
A. minutula hat zwei Generationen im Jahr, sie fliegt von März/April bis Mai/Juni und von Juni bis Mitte August. Sie nistet sowohl in sandigem als auch in lehmigem Boden, einzeln in selbstgegrabenen Hohlräumen in der Erde. Die Weibchen sammeln Pollen von vielen verschiedenen Pflanzen, sind also polylektisch.
A. minutula wird von der Kuckucksbiene Nomada flavoguttata parasitiert. Die Art wird manchmal auch von Stylops befallen.